# Hyacinthe Kafando
 (mai 2023).
Hyacinthe Kafando est l'un des principaux assassins de l'ex-chef d'État du Burkina Faso et révolutionnaire, Thomas Sankara, en collaboration avec l'ancien président Blaise Compaoré et l'ancien commandant de l'armée Gilbert Diendéré. Kafando est l'ancien commandant de la garde des Présidents Thomas Sankara et Blaise Compaoré. Après l'assassinat de Sankara, il s'est exilé dans le pays voisin soit la Côte-d'Ivoire. 